# I liga polska w rugby (1975/1976)
I liga polska w rugby (1975/1976) – dwudziesty sezon najwyższej klasy ligowych rozgrywek klubowych rugby union w Polsce. Tytuł mistrza Polski obroniła Polonia Poznań, drugie miejsce zajęła Skra Warszawa, a trzecie AZS AWF Warszawa.

## Uczestnicy rozgrywek
Liczbę drużyn uczestniczących w rozgrywkach I ligi powiększono od tego sezonu z sześciu do ośmiu. Z tego powodu w rozgrywkach wzięły udział wszystkie drużyny grające w I lidze w poprzednim sezonie: Polonia Poznań, AZS AWF Warszawa, Skra Warszawa, Lechia Gdańsk, Budowlani Łódź i Mazovia Mińsk Mazowiecki. Dołączyły do nich dwie drużyny, które awansowały z II ligi: Posnania Poznań i Orkan Sochaczew.

## Przebieg rozgrywek
Rozgrywki toczyły się w systemie jesień–wiosna, każdy z każdym, mecz i rewanż. Dwie najsłabsze drużyny miały w kolejnym sezonie spaść do II ligi.
Wyniki spotkań:
|                          | Polonia Poznań | AZS AWF Warszawa | Skra Warszawa | Lechia Gdańsk | Budowlani Łódź | Mazovia Mińsk Mazowiecki | Posnania Poznań | Orkan Sochaczew |
| Polonia Poznań           | –              | 3:0              | 3:10          | 20:3          | 35:3           | 58:0                     | 54:12           | 21:10           |
| AZS AWF Warszawa         | 13:16          | –                | 24:6          | 29:16         | 16:15          | 74:4                     | 49:3            | 52:0            |
| Skra Warszawa            | 13:27          | 14:9             | –             | 21:3          | 29:23          | 38:8                     | 19:14           | 24:6            |
| Lechia Gdańsk            | 3:18           | 11:17            | 0:10          | –             | 0:18           | 27:9                     | 23:9            | 12:6            |
| Budowlani Łódź           | 16:19          | 8:44             | 16:18         | 17:11         | –              | 54:0                     | 4:6             | 38:15           |
| Mazovia Mińsk Mazowiecki | 3:26           | 3:37             | 7:42          | 0:18          | 15:23          | –                        | 8:20            | 4:23            |
| Posnania Poznań          | 3:26           | 13:16            | 4:19          | 10:10         | 14:6           | 24:4                     | –               | 10:6            |
| Orkan Sochaczew          | 10:23          | 8:64             | 10:18         | 16:10         | 3:14           | 30:16                    | 14:3            | –               |

Tabela końcowa (na czerwono wiersze z drużynami, które spadały do II ligi):
| Pozycja | Drużyna                  | Punkty razem | Bilans punktów |
| ------- | ------------------------ | ------------ | -------------- |
| 1       | Polonia Poznań           | 40           | 342:86         |
| 2       | Skra Warszawa            | 36           | 284:160        |
| 3       | AZS AWF Warszawa         | 35           | 431:113        |
| 4       | Budowlani Łódź           | 26           | 255:225        |
| 5       | Posnania Poznań          | 25           | 145:258        |
| 6       | Lechia Gdańsk            | 24           | 144:194        |
| 7       | Orkan Sochaczew          | 22           | 157:309        |
| 8       | Mazovia Mińsk Mazowiecki | 14           | 81:494         |

## II liga
Równolegle z rozgrywkami I ligi rywalizowały drużyny w II lidze. Zagrało w niej pięć drużyn – do czterech, które grały tam w poprzednim sezonie i nie awansowały do I ligi dołączył nowa zespół Budowlani Lublin. Rozgrywki toczyły się w systemie jesień–wiosna, każdy z każdym, dwukrotnie mecz i rewanż. Dwie najlepsze drużyny miały w kolejnym sezonie awansować do I ligi.
Końcowa klasyfikacja II ligi (na zielono wiersze z drużynami, które awansowały do I ligi):
| Pozycja | Drużyna          |
| ------- | ---------------- |
| 1       | Ogniwo Sopot     |
| 2       | Budowlani Lublin |
| 3       | Czarni Bytom     |
| 4       | Bałtyk Gdynia    |
| 5       | Juvenia Kraków   |

## Inne rozgrywki
W finale Pucharu Polski Skra Warszawa pokonała Czarnych Bytom 45:4. W mistrzostwach Polski juniorów zwycięstwo odniosła drużyna Budowlani Łódź. 